# Уэлленс, Ричи
Ри́чард Пол Уэ́лленс (англ. Richard Paul Wellens), более известный как Ри́чи Уэ́лленс (англ. Richie Wellens; 26 марта 1980) — английский футболист, выступавший на позиции полузащитника, и футбольный тренер. С 2022 года является главным тренером клуба «Лейтон Ориент».
Футбольную карьеру начал в клубе «Манчестер Юнайтед», но из-за высокой конкуренции в основном составе покинул команду, перейдя в «Блэкпул» в 2000 году. В дальнейшем выступал за «Олдем Атлетик», «Донкастер Роверс», «Лестер Сити», «Ипсвич Таун», «Шрусбери Таун», «Солфорд Сити» и «Маклсфилд Таун».
В 2017 году начал тренерскую карьеру, возглавив «Олдем Атлетик». Впоследствии тренировал «Суиндон Таун», «Солфорд Сити», «Донкастер Роверс» и «Лейтон Ориент».

## Клубная карьера
Уроженец Манчестера, Уэлленс начал футбольную карьеру в академии клуба «Манчестер Юнайтед», подписав ученический контракт в июле 1996 года и профессиональный контракт в мае 1997 года. Свой единственный матч в основном составе «Манчестер Юнайтед» провёл 13 октября 1999 года, выйдя на замену Майклу Туиссу в матче Кубка Футбольной лиги против клуба «Астон Вилла».
23 марта 2000 года перешёл в «Блэкпул». Там он сразу стал игроком основного состава. В сезоне 2000/01 помог команде выиграть плей-офф Третьего дивизиона, также дважды выиграл Трофей Футбольной лиги (в 2002 и 2004 году). По итогам сезона 2003/04 был включён в состав символической «команды года» Второго дивизиона по версии PFA. Провёл в команде пять с половиной сезонов, сыграв 226 матчей и забив 19 голов.
В 2005 году перешёл в «Олдем Атлетик». Провёл в команде два сезона, сыграв 101 матч и забив 8 голов. Летом 2007 года отверг улучшенный контракт «Олдема», вместо этого подписав двухлетний контракт с клубом «Донкастер Роверс». В сезоне 2007/08 помог команде выиграть плей-офф Лиги 1 и выйти в Чемпионшип.
В сезонах 2006/07 и 2007/08 он включался в символическую «команду года» Лиги 1 по версии PFA. Всего в составе «Донкастер Роверс» Уэлленс провёл 97 матчей и забил 10 голов.
7 июля 2009 года Ричи Уэлленс перешёл в «Лестер Сити» за 1,2 млн фунтов, подписав трёхлетний контракт. 8 августа 2009 года он дебютировал за «лис» в матче против «Суонси Сити». 2 мая 2010 года забил свой первый гол за «Лестер Сити» в матче против «Мидлсбро». В сезоне 2009/10 он провёл 41 из 44 матчей в Чемпионшипе и помог «лисам» выйти в полуфинал плей-офф за право выхода в Премьер-лигу, где команда Найджела Пирсона проиграла клубу «Кардифф Сити» по пенальти. В следующем сезоне сыграл 45 матчей в лиге, получив награду лучшему игроку Чемпионшипа в январе, а также был признан лучшим игроком «Лестер Сити» в сезоне. В сезоне 2011/12 провёл за команду 46 матчей во всех турнирах, в 19 из них выходя на поле с капитанской повязкой, но в апреле 2012 года получил травму колена (разрыв крестообразных связок), из-за чего пропустил полгода. 4 октября 2012 года отправился в месячную аренду в «Ипсвич Таун». В ноябре вернулся в «Лестер Сити» после «впечатляющих» семи матчей за «трактористов». Летом 2013 года покинул «Лестер Сити» в качестве свободного агента, проведя за клуб более 140 матчей.
2 августа 2013 года Уэлленс подписал краткосрочный контракт с клубом «Донкастер Роверс». В ноябре того же года продлил свой контракт с клубом до января 2014 года. Позднее заявил, что считает ошибкой своё возвращение в «Донакстер Роверс».
В январе 2016 года в качестве свободного агента присоединился к клубу «Шрусбери Таун». В сезоне 2015/16 провёл за команду 12 матчей в Лиге 1. По окончании сезона покинул клуб как свободный агент.
В сентябре 2016 года стал игроком клуба «Солфорд Сити», но уже в следующем месяце покинул команду. В ноябре стал игроком клуба «Маклсфилд Таун». По окончании сезона 2016/17 завершил карьеру игрока.

## Тренерская карьера
4 июля 2017 года Ричи Уэлленс вернулся в «Олдем Атлетик» в качестве тренера первой команды. После того, как Джон Шеридан покинул клуб 25 сентября, Уэлленс был назначен временно исполняющим обязанности главного тренера клуба. На следующий день «Олдем Атлетик» провёл первую игру под его руководством, в которой обыграл «Питерборо Юнайтед» со счётом 3:2. После того, как команда провела пять матчей без поражений, Уэлленс был назначен главным тренером на постоянной основе. Это произошло 18 октября 2017 года. Уэлленс подписал двухлетний контракт, высокую рекомендацию ему дал Пол Скоулз. 8 июня 2018 года Уэлленс был уволен после выбывания «Олдем Атлетик» в Лигу 2.
13 ноября 2018 года Уэлленс был назначен главным тренером клуба «Суиндон Таун» после увольнения Фила Брауна. В первой игре под его руководством команда потерпела домашнее поражение от «Карлайл Юнайтед» со счётом 0:4. По итогам сезона 2018/19 «Суиндон Таун» занял 13-е место в Лиге 2, обыграв в последней игре сезона «Ноттс Каунти», который впервые за свою 157-летнюю историю выбыл из Футбольной лиги. В сезоне 2019/20 Уэлленс привёл «Суиндон Таун» к победе в Лиге 2 на основании критерия «среднее количество очков за игру» (англ. Points Per Game), который использовался в связи с досрочным завершением сезона из-за пандемии COVID-19.
4 ноября 2020 года Уэлленс был назначен главным тренером клуба «Солфорд Сити», за который ранее выступал в качестве игрока. 7 ноября «Солфорд Сити» провёл первую игру под его руководством, обыграв «Хартлпул Юнайтед» в рамках первом раунде Кубка Англии. 13 марта 2021 года «Солфорд Сити» выиграл Трофей Английской футбольной лиги, обыграв в финале «Портсмут в серии послематчевых пенальти. 22 марта 2021 года «Солфорд Сити» объявил, что Ричи Уэлленс покидает клуб по соглашению сторон.
17 мая 2021 года Уэлленс был назначен главным тренером клуба Лиги 1 «Донкастер Роверс». 199 дней спустя, 2 декабря 2021 года, он был уволен клубом за плохие результаты команды, которая к тому моменту занимала 23-ю строчку турнирной таблицы, набрав только 13 очков в 19 матчах.
9 марта 2022 года Ричи Уэлленс был назначен главным тренером клуба Лиги 2 «Лейтон Ориент», подписав контракт сроком на два с половиной года. На тот момент «Ориент» занимал 20-е место в турнирной таблицы Лиги 2 с 11 оставшимися матчами. По итогам сезона 2021/22 «Лейтон Ориент» занял 13-е место. В следующем сезоне Уэлленс получил награду лучшего тренера месяца в Лиге 2 в августе за 5 побед и 1 ничью в первых шести играх. В следующем месяце команда одержала 4 победы в 4 матчах, за что Уэлленс удостоился награды лучшему тренеру сентября. В итоге «Лейтон Ориент» выиграл Лигу 2 сезона 2022/23 18 апреля 2023 года. В январе 2024 года Уэлленс получил награду лучшему тренеру месяца в Лиге 1. 1 мая 2024 года Ричи Уэлленс подписал новый трёхлетний контракт с клубом.

## Тренерский стиль
Уэлленс придерживается атакующего стиля игры и полагает, что тактика дальних навесов и оборонительный футбол не могут принести долгосрочных результатов. Признался, что наибольшее влияние на его тренерский стиль оказал экс-тренер «Манчестер Юнайтед» сэр Алекс Фергюсон, а также Найджел Пирсон из «Лестер Сити». Предпочитает использовать схему «4-2-3-1».

## Достижения

### Достижения в качестве игрока
«Блэкпул»
- Победитель плей-офф Третьего дивизиона: 2000/01
- Обладатель Трофея Футбольной лиги: 2001/02[43], 2003/04[44]

«Донкастер Роверс»
- Победитель плей-офф Лиги 1: 2007/08

Личные достижения
- Член «команды года» по версии PFA: 2003/04 (Второй дивизион), 2006/07 (Лига 1), 2007/08 (Лига 1)
- Игрок года ФК «Донкастер Роверс»: 2007/08
- Игрок месяца в Чемпионшипе: январь 2011
- Игрок года ФК «Лестер Сити»: 2010/11

### Тренерские достижения
«Суиндон Таун»
- Победитель Лиги 2: 2019/20

«Солфорд Сити»
- Обладатель Трофея Английской футбольной лиги: 2019/20

«Лейтон Ориент»
- Победитель Лиги 2: 2022/23

Личные достижения
- Тренер сезона Лиги 2: 2022/23[45]
- Тренер месяца Лиги 2: ноябрь 2019[46], август 2022[35], сентябрь 2022[36]
- Тренер месяца Лиги 1: январь 2024[38]

## Статистика выступлений
| Клуб                 | Сезон            | Лига             | Лига | Лига | Кубок Англии | Кубок Англии | Кубок лиги | Кубок лиги | Прочие | Прочие | Итого | Итого |
| Клуб                 | Сезон            | Дивизион         | Игры | Голы | Игры         | Голы         | Игры       | Голы       | Игры   | Голы   | Игры  | Голы  |
| -------------------- | ---------------- | ---------------- | ---- | ---- | ------------ | ------------ | ---------- | ---------- | ------ | ------ | ----- | ----- |
| Манчестер Юнайтед    | 1999/00          | Премьер-лига     | 0    | 0    | −            | −            | 1          | 0          | 0      | 0      | 1     | 0     |
| Блэкпул              | 1999/00          | Второй дивизион  | 8    | 0    | 0            | 0            | 0          | 0          | 0      | 0      | 8     | 0     |
| Блэкпул              | 2000/01          | Третий дивизион  | 39   | 8    | 1            | 0            | 3          | 0          | 1      | 0      | 44    | 8     |
| Блэкпул              | 2001/02          | Второй дивизион  | 36   | 1    | 2            | 0            | 2          | 0          | 5      | 1      | 45    | 2     |
| Блэкпул              | 2002/03          | Второй дивизион  | 39   | 1    | 3            | 0            | 1          | 0          | 2      | 0      | 45    | 1     |
| Блэкпул              | 2003/04          | Второй дивизион  | 41   | 3    | 2            | 0            | 3          | 0          | 4      | 0      | 50    | 3     |
| Блэкпул              | 2004/05          | Лига 1           | 28   | 3    | 4            | 2            | 0          | 0          | 2      | 0      | 34    | 5     |
| Блэкпул              | Итого            | Итого            | 191  | 16   | 12           | 2            | 9          | 0          | 14     | 1      | 226   | 19    |
| Олдем Атлетик        | 2005/06          | Лига 1           | 45   | 4    | 4            | 0            | 1          | 0          | 1      | 0      | 51    | 4     |
| Олдем Атлетик        | 2006/07          | Лига 1           | 42   | 4    | 4            | 0            | 1          | 0          | 3      | 0      | 50    | 4     |
| Олдем Атлетик        | Итого            | Итого            | 87   | 8    | 8            | 0            | 2          | 0          | 4      | 0      | 101   | 8     |
| Донкастер Роверс     | 2007/08          | Лига 1           | 45   | 6    | 2            | 0            | 2          | 1          | 4      | 0      | 53    | 7     |
| Донкастер Роверс     | 2008/09          | Чемпионшип       | 39   | 3    | 4            | 0            | 1          | 0          | −      | −      | 44    | 3     |
| Донкастер Роверс     | Итого            | Итого            | 84   | 9    | 6            | 0            | 3          | 1          | 4      | 0      | 97    | 10    |
| Лестер Сити          | 2009/10          | Чемпионшип       | 41   | 1    | 2            | 0            | 1          | 0          | 2      | 0      | 46    | 1     |
| Лестер Сити          | 2010/11          | Чемпионшип       | 45   | 2    | 2            | 0            | 4          | 2          | −      | −      | 51    | 4     |
| Лестер Сити          | 2011/12          | Чемпионшип       | 41   | 1    | 5            | 0            | 0          | 0          | −      | −      | 46    | 1     |
| Лестер Сити          | 2012/13          | Чемпионшип       | 2    | 0    | 2            | 0            | 0          | 0          | 0      | 0      | 4     | 0     |
| Лестер Сити          | Итого            | Итого            | 129  | 4    | 11           | 0            | 5          | 2          | 2      | 0      | 147   | 6     |
| Ипсвич Таун (аренда) | 2012/13          | Чемпионшип       | 7    | 0    | 0            | 0            | 0          | 0          | −      | −      | 7     | 0     |
| Донкастер Роверс     | 2013/14          | Чемпионшип       | 37   | 0    | 0            | 0            | 2          | 0          | −      | −      | 39    | 0     |
| Донкастер Роверс     | 2014/15          | Лига 1           | 39   | 3    | 4            | 1            | 2          | 0          | 2      | 1      | 47    | 5     |
| Донкастер Роверс     | 2015/16          | Лига 1           | 12   | 0    | 1            | 0            | 2          | 0          | 1      | 0      | 16    | 0     |
| Донкастер Роверс     | Итого            | Итого            | 88   | 3    | 5            | 1            | 6          | 0          | 3      | 1      | 102   | 5     |
| Олдем Атлетик        | 2015/16          | Лига 1           | 3    | 0    | 0            | 0            | 0          | 0          | 0      | 0      | 3     | 0     |
| Шрусбери Таун        | 2015/16          | Лига 1           | 12   | 0    | 0            | 0            | 0          | 0          | 0      | 0      | 12    | 0     |
| Всего за карьеру     | Всего за карьеру | Всего за карьеру | 601  | 40   | 42           | 3            | 26         | 3          | 29     | 2      | 698   | 48    |

## Тренерская статистика
Данные приведены по состоянию на 31 августа 2024 года
| Команда          | Начало работы    | Завершение работы | Показатели | Показатели | Показатели | Показатели | Показатели |
| Команда          | Начало работы    | Завершение работы | И          | В          | Н          | П          | % побед    |
| ---------------- | ---------------- | ----------------- | ---------- | ---------- | ---------- | ---------- | ---------- |
| Олдем Атлетик    | 25 сентября 2017 | 8 июня 2018       | 43         | 14         | 16         | 13         | 032,6      |
| Суиндон Таун     | 13 ноября 2018   | 4 ноября 2020     | 83         | 35         | 17         | 31         | 042,2      |
| Солфорд Сити     | 4 ноября 2020    | 22 марта 2021     | 30         | 11         | 10         | 9          | 036,7      |
| Донкастер Роверс | 17 мая 2021      | 2 декабря 2021    | 26         | 6          | 5          | 15         | 023,1      |
| Лейтон Ориент    | 9 марта 2022     |                   | 122        | 55         | 27         | 40         | 045,1      |
| Итого            | Итого            | Итого             | 304        | 121        | 75         | 108        | 039,8      |

## Личная жизнь
Сын Ричи Уэлленса Чарли Уэлленс также является футболистом и, как отец, выступал за футбольную академию клуба «Манчестер Юнайтед».